# Бонкомпаньи-Людовизи, Иньяцио Гаэтано
Иньяцио Гаэтано Бонкомпаньи-Людовизи (итал. Ignazio Gaetano Boncompagni Ludovisi; 18 января 1743, Рим, Папская область — 9 августа 1790, Баньи-ди-Лукка, Лукка, Тоскана, Италия) — итальянский куриальный кардинал. Папский легат a latere в Болонье с 15 декабря 1777 по 8 февраля 1785. Государственный секретарь Святого Престола и Префект Священной Конгрегации Священной Консульты с 29 июня 1785 по 30 сентября 1789. Кардинал in pectore с 17 июля по 13 ноября 1775,  Кардинал-дьякон с 13 ноября 1775, с титулярной диаконией Санта-Мария-ин-Портика-Кампителли с 18 декабря 1775 по 29 января 1787. Кардинал-дьякон с титулярной диаконией Санта-Мария-ад-Мартирес с 29 января 1787 по 30 марта 1789. Кардинал-дьякон с титулярной диаконией Санта-Мария-ин-Виа-Лата с 30 марта 1789 по 9 августа 1790. Кардинал-протодьякон с 30 марта 1789 по 9 августа 1790.